# スキマの国のポルタ
『スキマの国のポルタ』（スキマのくにのポルタ）は、日本のCGアニメ。1話5分。
NHK教育のプチプチ・アニメの枠で放送された。

## スタッフ
- 原作：荒井良二
- アニメーション：和田敏克、ピー・アール・オー
- 音楽：片岡知子
- 語り：吉岡秀隆
- 制作：アニプレックス、NHKエンタープライズ

## キャラクター
ポルタ
宅配業を営む男の子でのんびり歌いながらスキマの国で届け物を配達をしている。困っている人がとても放っておけない優しい性格。アコースティックギターを弾くのが趣味。
ロバロバ
ポルタと一緒に配達をするロバで彼の相棒である。ポルタとはとても仲良しでよく一緒にいることが多い。
アッチェル
ポルタに届け物の仕事を与えている女の子。のんびりすぎるポルタをよく怒っているが、彼がピンチになってしまった時には必ず駆け付ける。髪を巻いてプロペラにすることで空を飛ぶことが出来る。
ラッパー＆サキソン
スキマの国の住人でアッチェルと一緒に暮らしている。鼻がトランペットで赤い帽子を被っているのがラッパーで、鼻がサックスで青い帽子を被っているのがサキソン。よくのんびり過ぎなポルタ達を急がせているが、ロバロバが風邪でポルタ一人で配達をしているときは彼のサポートを欠かさずやっている。
ドン・サボさん
スキマの国のサボテン界のギタリスト。子犬が居なくなって困っていた。でもポルタが、雪だるまを持ってきてくれた。

## 各話リスト
| 話数   | サブタイトル                 | 荷物             | 初回放送日     |
| ------ | ---------------------------- | ---------------- | -------------- |
| 第1話  | ゾウゾウさんのききゅう       | 気球             | 2005年 9月15日 |
| 第2話  | カメカメさんの自転車         | 自転車           | 2006年 5月18日 |
| 第3話  | カバカバさんのハンカチ       | 大きなゴムボート | 6月1日         |
| 第4話  | ドン・サボさんと雪だるま     | 雪だるま         | 6月15日        |
| 第5話  | タブタブさんのおせんたく     | 洗濯機           | 7月20日        |
| 第6話  | キノとノコのうごく道         | 絨毯             | 2007年 2月8日  |
| 第7話  | ロックさんと柱どけい         | 大きな柱どけい   | 2月22日        |
| 第8話  | ギンペンさんのボールあそび   | サッカーボール   | 3月8日         |
| 第9話  | 小さなバスのチッチャバさん   | ベットと枕型の曇 | 3月22日        |
| 第10話 | ジャガジャガさんのやさい畑   | 小さな丸い種     | 6月7日         |
| 第11話 | トノトノさんのぼうえんきょう | 大きな黒い傘     | 6月21日        |
| 第12話 | ロバロバと氷のソリ           |                  | 7月5日         |
| 第13話 | スキマの国のポルタ           |                  | 7月19日        |